# Рик и Морти
Рик и Морти (енгл. Rick and Morty) америчка је анимирана телевизијска серија коју су створили Џастин Ројланд и Ден Хармон за Adult Swim. Радња прати пустоловине лудог научника Рика Санчеза и његовог добродушног, али мрзовољног унука Мортија Смита, који путују на друге планете и димензије кроз портале и путем Риковог летећег тањира.
Серија је добила позитивне рецензије критичара, који су посебно похвалили сценарио, оригиналност, креативност и хумор. Освојила је две награде Еми за програм у ударном термину и две награде Тони. Била је најгледанија телевизијска комедија међу узрастима од 18 до 24 године. Популарност серије је произвела вишемилионску франшизу.

## Радња
Рик је луди научник који се уселио у кућу своје ћерке, ветеринарке Бет. Он већину свог времена проводи правећи хеј-тек изуме и водећи свог младог унука Мортија (а касније и своју унуку Самер) на опасне и необичне пустоловине кроз свемир и алтернативне универзуме. Поред Мортијевог, већ нестабилног породичног живота, ови догађаји изазивају код њега додатни стрес код куће и у школи.

## Ликови
Ричард „Рик” Д. Санчез III (глас даје Џастин Ројланд) – ексцентричан алкохоличар и луди научник, који је Бетин отац и деда по мајци Мортију и Самер. Његове неодговорне тенденције наводе Џерија да се брине о безбедности свог сина Мортија. Рикове реакције на Мортијеве свакодневне захтеве и захтеве других чланова породице сугеришу да он себе сматра супериорним у односу на остале, али има неколико ситуација током серије у којима он показује своју усамљену страну. Неортодоксни карактер који гледа своје време као вредно. Води се као Рик из Димензије Ц-137.
Мортимер „Морти“ Смит (глас даје Џастин Ројланд) – Риков добродушан, али лако забринут четрнаестогодишњи унук, често бива увучен у Рикове пустоловине. Неретко невољан да следи Рикове планове, деси се да буде истраумиран његовим необичним и морално дискутабилним методама за решавање проблема. Рик зове Мортија из Димензије Ц-137 „нај-Морти Мортијем“ због његове храбрости која скоро сваком другом Мортију фали јер су они у суштини импровизовани уређаји за скривање можданих таласа других Рикова.
Бетaни „Бет” Смит Санчез (глас даје Сара Чок) – Рикова ћерка, мајка Мортија и Самер и Џеријева жена. Она је срчани хирург за коње. Приземна и самопоуздана, бори се са егом свог мужа који успева, упркос свом доказаном медиокритету. Неколико епизода приказује Бетино дубоко незадовољство сопственим животом, које потиче из њеног уверења да се „скрасила“ у браку, породици и на послу. Хтела је да постане „прави“ хирург, али је затруднела са Самер са седамнаест година. Она је најпоузданији лик у свом домаћинству, али и показује особине себичности, хумора и интелигенције.
Џери Смит (глас даје Крис Парнел) – несигуран отац Мортија и Самер, Бетин муж и Риков зет, који се строго противи Риковом утицају на Мортија. Џеријев брак је понекад угрожен реакцијама његове жене на његов лош однос са Риком. Џери је радио за малу рекламну агенцију док га нису отпустили због нестручности. Епизода „Ноћ Мортијевог бекства“ (енгл. “Mortynight run“) открива да је један од Рикова, свестан да ниједан Џери не може да преживи ван Земље, направио вртић где сваког Џерија остављају његов Рик и Морти током авантура покуша ли да им се придружи.
Самер Смит (глас даје Спенсер Грамер) – Мортијева седамнаестогодишња старија сестра, конвенционалнија и често површна тинејџерка, опседнута је било чиме што би побољшало њен статус међу вршњацима. Самер је веома слична својој мајци, јер је често веома паметна и смешна, али је много више несебична. Она повремено исказује љубомору што Морти прати Рика на његовим међудимензионалним авантурама. У другој сезони, Самер чешће иде са Риком и Мортијем у пустоловине и понекад се чак покаже компетентнијом од Мортија.

## Епизоде
| Сезона | Сезона | Епизоде | Епизоде | Оригинално емитовање | Оригинално емитовање |
| Сезона | Сезона | Епизоде | Епизоде | Премијера            | Финале               |
| ------ | ------ | ------- | ------- | -------------------- | -------------------- |
|        | 1.     | 11      | 11      | 2. децембар 2013.    | 14. април 2014.      |
|        | 2.     | 10      | 10      | 26. јул 2015.        | 4. октобар 2015.     |
|        | 3.     | 10      | 10      | 1. април 2017.       | 1. октобар 2017.     |
|        | 4.     | 10      | 10      | 10. новембар 2019.   | 31. мај 2020.        |
|        | 5.     | 10      | 10      | 20. јун 2021.        | 5. септембар 2021.   |
|        | 6.     | 10      | 10      | 4. септембар 2022.   | 11. децембар 2022.   |
|        | 7.     | 10      | 10      | 15. октобар 2023.    | 17. децембар 2023.   |
|        | 8.     | 10      | 10      | 25. мај 2025.        | 27. јул 2025.        |